# NGC 4693
NGC 4693 est une galaxie spirale  située dans la constellation du Dragon. Sa vitesse par rapport au fond diffus cosmologique est de 1 740 ± 6 km/s, ce qui correspond à une distance de Hubble de 25,7 ± 1,8 Mpc (∼83,8 millions d'al). NGC 4693 a été découverte par l'astronome germano-britannique William Herschel en 1793.
La classe de luminosité de NGC 4693 est IV et elle présente une large raie HI.
À ce jour, neuf mesures non basées sur le décalage vers le rouge (redshift) donnent une distance de 31,589 ± 5,933 Mpc (∼103 millions d'al), ce qui est à l'intérieur des valeurs de la distance de Hubble. Notons cependant que c'est avec la valeur moyenne des mesures indépendantes, lorsqu'elles existent, que la base de données NASA/IPAC calcule le diamètre d'une galaxie et qu'en conséquence le diamètre de NGC 4693 pourrait être d'environ 18,7 kpc (∼61 000 al) si on utilisait la distance de Hubble pour le calculer.

## Groupe de NGC 4750
NGC 4693 fait partie du groupe de NGC 4750 qui compte au moins huit galaxies. Les autres galaxies du groupe sont NGC 4648, NGC 4749, NGC 4750, UGC 7767, UGC 7908, UGC 8052 et UGC 8120.
Notons que la galaxie NGC 4648 est placé dans un autre groupe de galaxies par Sengupta et Balasubramanyam, celui de NGC 4589.